# Lycosa ringens
Lycosa ringens là một loài nhện trong họ Lycosidae.
Loài này thuộc chi Lycosa. Lycosa ringens được Tongiorgi miêu tả năm 1977.